# 1Aw
1Aw – wąskotorowe wagony pasażerskie wyprodukowane w latach 1954–1957 w Fabryce Wagonów w Świdnicy w liczbie 126 sztuk. Wszystkie były przeznaczone dla kolei dojazdowych PKP. Według danych z 2009 zachowało się 31 sztuk, w tym 2 przeznaczone do ekspozycji. Oznaczane były serią Cx, a następnie Bx i Bxhpi. W oparciu o konstrukcję typu 1Aw powstały kolejne polskie wagony dla kolei wąskotorowej.

## Historia

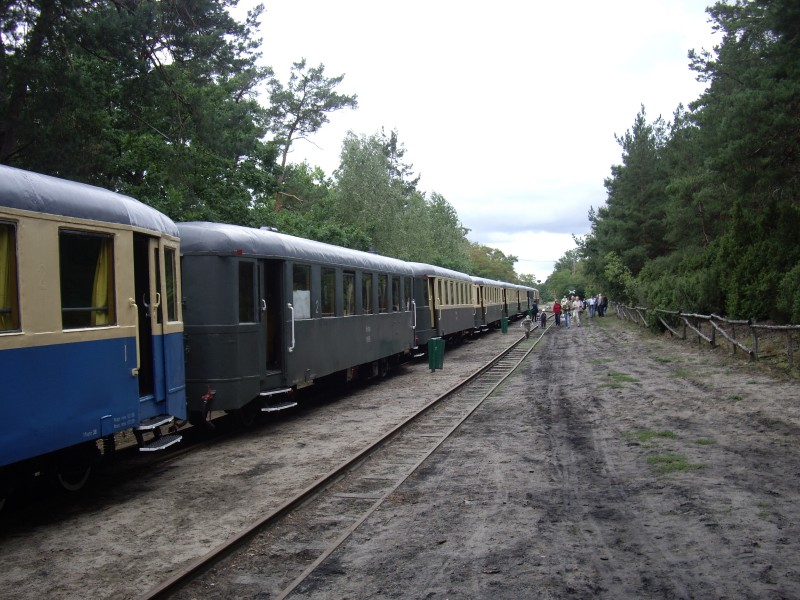
Skład wagonów typu 1Aw (seria Bxhpi) na mijance końcowej Wilcze Tułowskie (Muzeum Kolei Wąsk. Sochaczew)

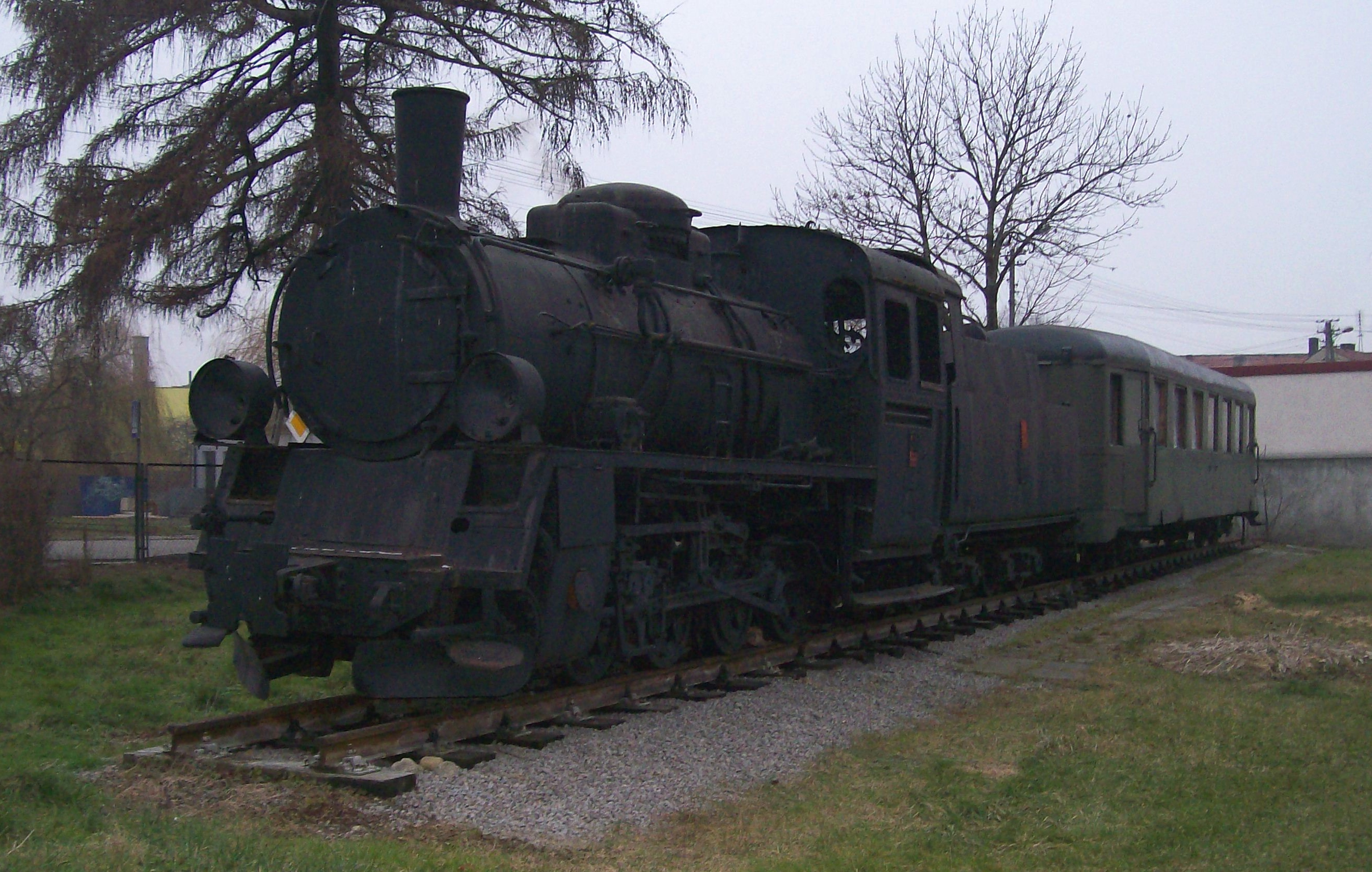
Parowóz Px48 z wagonem 1Aw jako pomnik w Praszce

### Geneza
W latach 50. koleje dojazdowe wciąż odgrywały ważną rolę w transporcie lokalnym, co było wynikiem słabo rozwiniętego transportu drogowego i jego niewielkiego udziału w transporcie publicznym i indywidualnym. Były to jednak ostatnie lata ich świetności, ze względu na przestarzały tabor i dynamiczny rozwój innych środków transportu. Często zdarzało się wówczas, że do przewozu ludzi przerabiano prowizorycznie wagony towarowe. Aby unowocześnić tabor wagonów, Centralne Biuro Konstrukcyjne Przemysłu Taboru Kolejowego w Poznaniu skonstruowało pierwszy po wojnie pasażerski wagon wąskotorowy.

### Produkcja
Wagony zostały wyprodukowane w latach 1954–1957 przez Fabrykę Wagonów w Świdnicy. Powstało ich w sumie 126, wszystkie były przeznaczone dla kolei dojazdowych PKP. Początkowo produkowano je tylko na tory o szerokości 750 mm, z czasem 5 sztuk zostało przebudowanych także na typowo pruską (używaną na Śląsku) szerokość torów 785 mm (30 cali pruskich).

### Eksploatacja
1Aw pozwoliły wycofać najbardziej zużyte wagony starszych typów. Wagony te, wraz z 3Aw, stanowiły podstawę wąskotorowego taboru pasażerskiego o szerokości toru 750 mm, aż do drugiej połowy lat 80., kiedy to wprowadzono do eksploatacji wagony motorowe MBxd2 wraz z doczepami.
Dziewięć wagonów przebudowano następnie na motorowe, oznaczone jako typ 1Aw/M (MBxd1 161-169).

#### Wykaz zachowanych 1Aw
Według danych z 2007 zachowało się 31 czynnych wagonów: 8 w Sochaczewie (Sochaczewska Kolej Muzealna), 4 w Rogowie (Kolej Wąskotorowa Rogów – Rawa – Biała), 5 w Ełku (Ełcka Kolej Wąskotorowa, w tym jeden przerobiony na wagon barowy dla celów turystycznych), 4 w Rudach Raciborskich, 4 w Środzie Wielkopolskiej (Średzka Kolej Powiatowa) oraz po 1 w Nowym Dworze Gdańskim, Zbiersku, Miliczu, Praszce, Mławie, Bachórzu i Dynowie.
| lp. | Numer fabryczny | Numer PKP do 1974 | Numer PKP po 1974 | Oznaczenia późniejsze | Stacja                | Historia |
| --- | --------------- | ----------------- | ----------------- | --------------------- | --------------------- | --- |
| 1.  | 1420            | 1602              | 00-380024 251–7   |                       | Ełk                   | Piotrków Trybunalski Wąsk. (1954–1962) Mława Wąsk. (1962–1992) Ełk Wąsk. (od 1992) |
| 2.  | 1424            | 1606              | 00-380024 255–8   | 1638                  | Sochaczew             | Środa Miasto (1955–1996) Sochaczew (od 1996) |
| 3.  | 1653            | 1609              | 00-380024 258–2   |                       | Sochaczew             | Środa Miasto (1955–1996) Sochaczew (od 1996) |
| 4.  | 1791            | 1612, 2128        | 00-380024 208–5   |                       | Rudy Raciborskie      | Jedrzejów Wąsk. (1955–1968) |
| 5.  | 1793            | 1614              | 00-380024 262–4   |                       | Nowy Dwór Gdański     | Opalenica Wąsk. (1955–1996) Mława Wąsk. (1996–1999) Środa Miasto (1999–2004) Nowy Dwór Gdański Wąsk. (od 2004)                                                                          |
| 6.  | 1804            | 1625              | 00-380024 273–1   | S 00–0000924 1356–6   | Zbiersk               | Trzebnica Gaj (1955–1991) Zbiersk (od 1991) |
| 7.  | 1806            | 1627              | 00-380024 275–6   | S 00–0000924 1342–6   | Rogów                 | Opalenica Wąsk. (1955–1965) Starachowice Wsch. Wąsk. (1965–1987) Jedrzejów Wąsk. (1987–1987) Kazimierza Wielka (1987–1997) Piotrków Trybunalski Wąsk. (1997–2004) Rogów Wąsk. (od 2004) |
| 8.  | 1807            | 1628              | 00-380024 276–4   | S 00–0000924 1351–7   | Rogów                 | Warszawa Stalowa (1955–1974) Piotrków Trybunalski Wąsk. (1974–1984) Nasielsk Wąsk. (1984–1986) Mława Wąsk. (1986–1986) Piotrków Trybunalski Wąsk. (1986–2004) Rogów Wąsk. (od 2004)     |
| 9.  | 1811            | 1632, 2132        | 00-380024 211–9   |                       | Rudy Raciborskie      | Warszawa Stalowa (1955–1974) |
| 10. | 1826            | 1647              | 00-380024 291–3   | S 00–0000924 1352–5   | Rogów                 | Warszawa Stalowa (1955–1968) Piotrków Trybunalski Wąsk. (1968–1972) Rogów Wąsk. (1972–1975) Nasielsk Wąsk. (1975–1986) Rogów Wąsk. (od 1986)                                            |
| 11. | 1827            | 1648              | 00-380024 292–1   |                       | Sochaczew             | Warszawa Stalowa (1955–1966) Nasielsk Wąsk. (1966–1974) Mława Wąsk. (1974–1996) MKW Sochaczew (od 1996)                                                                                 |
| 12. | 1828            | 1649              | 00-380024 293–9   |                       | Ełk                   | Piotrków Trybunalski Wąsk. (1955–1962) Mława Wąsk. (1962–1992) Ełk Wąsk. (od 1992) |
| 13. | 1832            | 1653              | 00-380024 297–0   |                       | Środa Wielkopolska    | Środa Miasto (od 1955) |
| 14. | 2225            | 1658              | 00-380024 302–8   |                       | Ełk                   | Warszawa Stalowa (1955–1974) Nasielsk Wąsk. (1974–1991) Mława Wąsk. (1991–1992) Ełk Wąsk. (od 1992)                                                                                     |
| 15. | 2802            | 1662              | 00-380024 306–9   | 1698                  | Sochaczew             | Warszawa Stalowa (1956–1962) Mława Wąsk. (1962–1986) MKW Sochaczew (od 1986) |
| 16. | 2805            | 1665              | 00-380024 309–3   |                       | Środa Wielkopolska    | Pleszew Wąsk. (1956–1959) Środa Miasto (od 1959) |
| 17. | 2807            | 1667              | 00-380024 311–9   |                       | Sochaczew             | Śmigiel (1956–1987) MKW Sochaczew (od 1987) |
| 18. | 2809            | 1669              | 00-380024 312–7   |                       | Praszka (pomnik)      | Pleszew Wąsk. (1956–1959) Wielun Wąsk. (1959–1988) Praszka, dawna stacja wąsk. (1988–2002) Praszka, Muzeum Miejskie (od 2002)                                                           |
| 19. | 2810            | 1670              | 00-380024 313–5   |                       | Środa Wielkopolska    | Opalenica Wąsk. (1956–1996) Mława Wąsk. (1996–1999) Środa Miasto (od 1999) |
| 20. | 2811            | 1671              | 00-380024 314–3   |                       | Sochaczew             | Warszawa Stalowa (1956–1964) Nasielsk Wąsk. (1964–1968) Piotrków Trybunalski Wąsk. (1968–1969) Warszawa Stalowa (1969–1974) Sochaczew Wąsk. (1974–1984) MKW Sochaczew (od 1984)         |
| 21. | 2816            | 1676              | 00-380024 317–6   |                       | Sochaczew             | Piotrków Trybunalski Wąsk. (1956–1968) Warszawa Stalowa (1968–1974) Sochaczew Wąsk. (1974–1984) MKW Sochaczew (od 1984)                                                                 |
| 22. | 2821            | 1681              | 00-380024 322–6   | 00-380034 216–8       | Rudy Raciborskie      | Warszawa Stalowa (1956–1974) |
| 23. | 2825            | 1685              | 00-380024 326–7   |                       | Rogów                 | Przeworsk Wąsk. (1956–1965) Jedrzejów Wąsk. (1965–1977) Karczmiska (1977–1985) Sadek k. Szydłowca (1985–2003) Rogów Wąsk. (od 2003)                                                     |
| 24. | 2829            | 1689              | 00-380024 330–9   | 00-380034 223–4       | Rudy Raciborskie      | Werbkowice Wąsk. (1956–1977) |
| 25. | 5               | 1696              | 00-380024 337–4   |                       | Środa Wielkopolska    | Środa Miasto (od 1957) |
| 26. | 6               | 1697              | 00-380024 338–2   |                       | Sochaczew             | Warszawa Stalowa (1957–1974) Sochaczew Wąsk. (1974–1984) MKW Sochaczew (od 1984) |
| 27. | 7               | 1698              | 00-380024 339–0   |                       | Milicz Zamek (pomnik) | Warszawa Stalowa (1957–1974) Sochaczew Wąsk. (1974–1984) MKW Sochaczew (1984–1986) Cukrownia Kruszwica (1986–2003) Rogów Wąsk. (2003-2011) Milicz Zamek (od 2011)                       |
| 28. | 8               | 1699              | 00-380024 340–8   | S 00–0000924 1347–5   | Mława                 | Warszawa Stalowa (1957–1964) Nasielsk Wąsk. (1964–1984) Mława Wąsk. (od 1984) |
| 29. | 16              | 1707              | 00-380024 346–5   | BTxhpi00-200024 760–6 | Ełk                   | Krośniewice (1957–1957) Gniezno Wąsk. (1957–1960) Krośniewice (1960–1972) Piotrków Trybunalski Wąsk. (1972–1992) Ełk Wąsk. (od 1992)                                                    |
| 30. | 24              | 1715              | 00-380024 354–9   | S 00–0000924 1349–1   | Ełk                   | Werbkowice Wąsk. (1957–1965) Piotrków Trybunalski Wąsk. (1965–1992) Ełk Wąsk. (od 1992)                                                                                                 |
| 31. | 32              | 1723              | 00-380024 358–0   |                       | Bachórz (pomnik)      | Przeworsk Wąsk. (1957–2001) Dynów (2001–2007) Bachórz (od 2007) |

## Konstrukcja

### Wózki
Układ jezdny stanowiły dwa skrętne, toczne, dwuosiowe wózki, zbudowane z blach 12 mm oraz ceowników. Na jednym z wózków (od strony toalety), znajdowała się prądnica. Wagon posiadał jednostopniowe sprężynowanie składające się z resora piórowego podwieszonego przez sprężyny walcowe. Konstrukcja ta bywa mylnie nazywana dwustopniową. Wózki charakteryzowały się niespokojnym biegiem przy wyższych prędkościach, co spowodowało konieczność ich modernizacji, wprowadzonych w kolejnych wagonach: 2Aw i 3Aw.

### Hamulce
W wagonie zastosowano hamulec zespolony systemu Westinghouse’a LuV.X.R1. Hamulec ten był sterowany z lokomotywy. System posiadał cylinder 9-calowy dociskający klocki hamulcowe. Wagon był również wyposażony w hamulec bezpieczeństwa, który mógł zostać użyty przez pasażerów. Na postojach wagon zabezpieczano przy pomocy hamulca postojowego, indywidualnego dla każdego wagonu.

### Cięgła i zderzaki
W wagonie zastosowano typowe dla kolei wąskotorowej zderzaki i cięgła. Układ ten składał się z centralnego zderzaka i dwóch bocznych cięgieł orczykowych (odwrotnie niż w wagonach normalno- i szerokotorowych).

### Instalacja elektryczna[6]
Wagony posiadały niezależną instalację elektryczną prądu stałego o napięciu 24 V. Instalacja była zasilana z prądnicy PW-104a o mocy 2 kW, zawieszonej na specjalnym wysięgniku jednego z wózków. Prądnica była wprawiana w ruch przez oś zestawu kołowego, za pośrednictwem pasa płaskiego lub kilku pasów klinowych (w zależności od typu). Prądnica współpracowała z regulatorem napięcia typu ARW1. Instalacja posiadała, umiejscowioną pod podłogą wagonu, baterię 12 akumulatorów zasadowych typu WP50/III. Akumulatory o napięciu ok. 2 V i pojemności 111 Ah, zgrupowane były po cztery, w trzech drewnianych skrzyniach o wymiarach 359 × 250 × 514 (wys. × szer. × głęb. w mm). Instalacja zasilała 10 żarówek o mocy 25 W oraz jedną pięciowatową żarówkę kontrolną. Instalacja elektryczna była wykorzystywana do oświetlania wnętrza pojazdu, ale posiadała również gniazdo na czole wagonu pozwalające na podłączenie drugiego wagonu. Wówczas należało ograniczyć prąd poprzez przełączenie oświetlenia na połowę mocy. Służył do tego specjalny przełącznik pakietowy wyłączający 4 z 7 lamp umieszczonych w przedziale pasażerskim.
Oświetlenie awaryjne wagonu stanowiło 6 specjalnych lamp świecowych.
Sygnał końca wagonu był nadawany przez lampy zewnętrzne, takie same, jak w wagonach towarowych.

### Ogrzewanie
Wagony miały system ogrzewania parowego, zasilany z kotła parowozu. Ogrzewanie to jednak w przypadku kolei wąskotorowej miało istotną wadę, gdyż wagony wymagały wcześniejszego sprzęgnięcia z parowozem oraz musiały znajdować się zaraz za nim, co w przypadku pociągów mieszanych (towarowo-osobowych) było kłopotliwe (ponieważ wymagało dodatkowych manewrów, wagony towarowe nie posiadały instalacji ogrzewania parowego, a zatem musiały jechać na końcu składu). Z tego powodu, część wagonów została wyposażona w indywidualne instalacje centralnego ogrzewania dla każdego wagonu. Niewielki kocioł był zamontowany pod podłogą przedziału pasażerskiego. Obecnie wagon z czynną instalacją tego typu kursuje na Kolei Wąskotorowej Rogów – Rawa – Biała. Przedział pasażerski i ustępowy były ogrzewane przez grzejniki biegnące wzdłuż ścian przy podłodze. Ogrzewanie parowe było sterowane przez kierownika pociągu za pomocą pokrętła w zamykanej szafce. Ogrzewanie indywidualnym kotłem wymagało dorzucania węgla podczas postoju na stacjach, gdyż dostęp do pieca był możliwy tylko z zewnątrz.
Po wprowadzeniu trakcji spalinowej, oryginalne parowe systemy ogrzewania nie mogły być dalej wykorzystywane, gdyż wąskotorowe lokomotywy spalinowe nie posiadały dodatkowych kotłów mogących zasilić te instalacje.

## Pudło wagonów
Pudło stalowe samonośne, składało się z ostoi, ścian i dachu. Ostoja wykonana z ceowników zimnogiętych została przykryta stalową podłogą zbudowaną z blachy falistej spawanej elektrycznie. Do stalowej konstrukcji podłogi za pośrednictwem drewnianych listew przymocowana została drewniana podłoga, pokryta gumową wykładziną. Ściany były zbudowane ze stalowego szkieletu pokrytego z zewnątrz blachą stalową o grubości 2 mm. Dach został pokryty blachą o grubości 1,5 mm. Od wewnątrz ściany i sufit wyłożono płytami ze sklejki; pomiędzy blachą a sklejką włożono płyty korkowe zapewniające zarówno izolację akustyczną, jak i termiczną.

### Wnętrze
Wnętrze składało się z przedziału pasażerskiego, toalety oraz dwóch przedsionków.

#### Przedział pasażerski

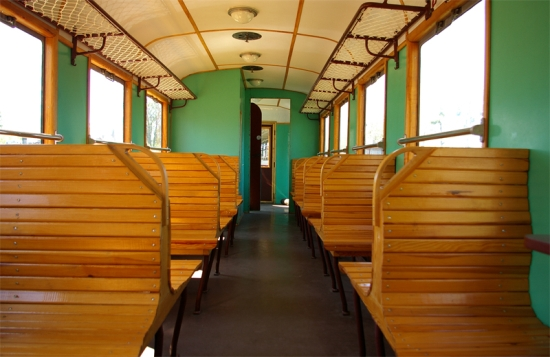
Zrekonstruowany przedział pasażerski w wagonie Bxhpi 1685 kursującym na muzealnej Kolei Wąskotorowej Rogów – Rawa – Biała

Wagon został zbudowany jako bezprzedziałowy, z 38 miejscami siedzącymi II klasy z siedzeniami w układzie 2+1. Układ ten jest typowy dla kolei wąskotorowej, podobny do układu 2+2 stosowanego w wagonach normalnotorowych. Ławki zostały wykonane z listewek bukowych, lakierowanych bezbarwnym lakierem do drewna. Oryginalnymi kolorami wnętrza był ciemny brąz i seledyn, a sufit był koloru białego.

#### Przedział ustępowy

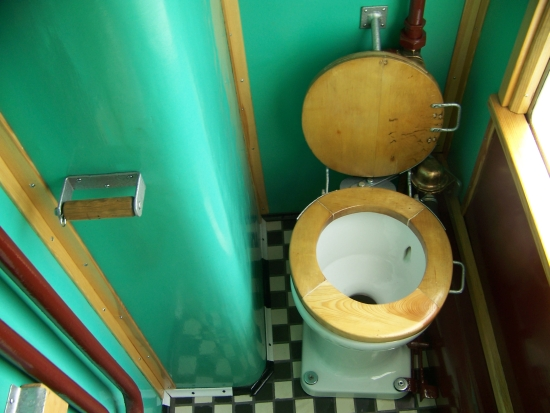
Odtworzony do stanu oryginalnego przedział ustępowy w wagonie Bxhpi 1685 kursującym na muzealnej Kolei Wąskotorowej Rogów – Rawa – Biała

Wagon wyposażono w tylko jedną toaletę, gdyż posiadał 38 miejsc siedzących (typowe wagony normalnotorowe mają dwie toalety na 80–88 miejsc siedzących). W toalecie znajdował się sedes ze spłuczką uruchamianą pedałem. Nad niewielką umywalką znajdował się kran z obrotową wylewką, która w położeniu na wprost otwierała kran, zaś przekręcenie jej w dowolną stronę zamykało wypływ wody. Wagon posiadał duży zbiornik wody znajdujący się na ścianie nad umywalką (po lewej stronie od wejścia).
Przedział ustępowy oznaczony był tabliczką „OO”. W oryginale wnętrze malowano na kolory ciemny brąz i seledynowy. Szyby w oknie pozostawały koloru mlecznego, na podłodze umieszczano biało-ciemnooliwkową mozaikę terakotową. Sufit był kremowy.

#### Przedsionki
Na krańcach wagonu znajdowały się dwa przedsionki, do których można było wejść z zewnątrz oraz z sąsiedniego wagonu. Przedsionki te pełnią takie same funkcje jak w innych wagonach pasażerskich tego typu.

### Okna
W wagonie, w przedziale pasażerskim zastosowano okna opuszczane jednotaflowe o wymiarach światła szyby 80x89 cm. Okna były umieszczone w aluminiowych ramach. Szyby miały grubość 4 mm. W przedsionkach zastosowano wąskie stałe okienka. Okno w przedziale WC było podobne jak w przedziale pasażerskim, jednak okno to nie było opuszczane, a posiadało możliwość odchylania górnej połowy. Okno to w odróżnieniu od reszty okien posiadało matową szybę.

### Kolorystyka zewnętrzna wagonu
Pudła wagonów 1Aw były malowane na oliwkowo (RAL 6003), tak jak inne wagony pasażerskie w tamtym czasie. Obecnie większość odrestaurowanych wagonów tego typu jest tego koloru. Ostoja, wózki, sprzęgi i mostki przejściowe były koloru czarnego. Dach malowano na kolor szary (RAL 7045 jednak często był on czarny ze względu na silne zabrudzenie dymem i sadzą z parowozu). Poręcze i krawędzie stopni białe. Napisy na pudle koloru białego lub kości słoniowej (z wyjątkiem czerwonych oznaczeń hamulca).

## Oznaczenie literowe
Pierwotnie były to wagony III klasy i nosiły oznaczenie
- C – wagon III klasy,
- x – wagon 4 osiowy.

Po rezygnacji z III klasy wagony były klasy II:
- B – wagon II klasy,
- x – wagon 4 osiowy.

W 1985 nastąpiła kolejna zmiana oznaczeń:
- B – wagon II klasy,
- x – wagon 4 osiowy,
- hp – hamulec ręczny i powietrzny,
- i – pomost przejściowy (możliwość przejścia między sąsiednimi wagonami tego typu podczas jazdy).